# Thomas Coryat

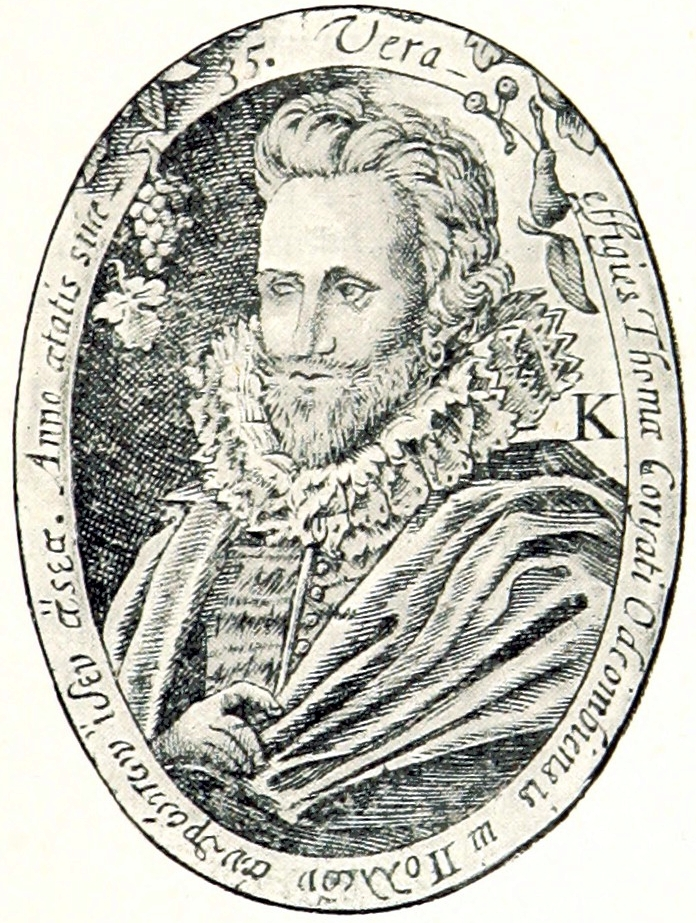
Thomas Coryat, Abbildung aus: James Douglas: Bombay and Western India. A series of stray papers, London 1893

Thomas Coryat (auch Coryate) (* 1577 oder 1579 in Odcombe, Somerset; † 1617 in Surat, Indien) war ein englischer Reisender und Schriftsteller. Bekannt geworden ist er insbesondere durch seinen Reisebericht über seine hauptsächlich zu Fuß zurückgelegte Reise durch Europa.
Coryat besuchte zunächst die Westminster School, später dann die Universität Oxford, wo er drei Jahre lang Theologie, Griechisch, Latein und Rhetorik studierte. Sein Studium beendete er ohne Abschluss, danach lebte er wieder in Odcombe. Vermutlich nach dem Tod seines Vaters 1607 zog er nach London und arbeitete dort für Prinz Heinrich Friedrich, den ältesten Sohn von König Jakob I., als eine Art „Hofmeister“.
1608 unternahm er eine fünfmonatige Fußreise durch Europa, u. a. verbrachte er auch 10 Tage in der Schweiz. 1611 veröffentlichte er seine Erinnerungen in dem Werk Coryat’s Crudities: Hastily gobled up in five moneths travells […]. Der Reisebericht zeichnet ein lebhaftes Bild vom Leben in Europa zu dieser Zeit. Von Interesse ist er insbesondere auch für Musikhistoriker, gibt er doch Aufschluss über das Wirken der so genannten Venezianischen Schule, einer der berühmtesten und fortschrittlichsten Musikrichtungen Europas. Auch enthält er eine detaillierte Beschreibung der Festlichkeiten in der Kirche San Rocco, bei denen die Instrumental- und mehrstimmige Choralmusik Giovanni Gabrielis, Bartolomeo Barbarinos und anderer beschrieben wurde. 1611 folgte ein zweiter Band mit dem Titel Coryats Crambe, or his Coleworte twice Sodden.
1612 machte sich Coryat erneut auf den Weg, diesmal nach Asien, wobei er Griechenland, das östliche Mittelmeer, Persien und Indien besuchte. Aus Agra und anderen Orten schickte er Briefe nach Hause, in denen er von seinen Erlebnissen berichtete. Als der erste Botschafter Englands, Sir Thomas Roe, im Dezember 1615 eintraf, trat Coryat seiner Entourage bei. Coryat starb 1617 in Surat an der Ruhr.
Die Schriften Coryats waren zu seiner Zeit ausgesprochen populär. Seine Beschreibung der in Italien anzutreffenden Sitten und Gebräuche fiel in England, wo man zahlreiche Aspekte der italienischen Kultur wie etwa die Madrigalmusik bereits seit Jahrzehnten schätzte, auf fruchtbaren Boden.
Coryat gilt als Vater der so genannten Grand Tour, einer obligatorischen Italienreise für die Söhne des englischen Adels im 18. Jahrhundert. Daneben wird ihm auch die Einführung der Gabel in England zugeschrieben.

## Literatur

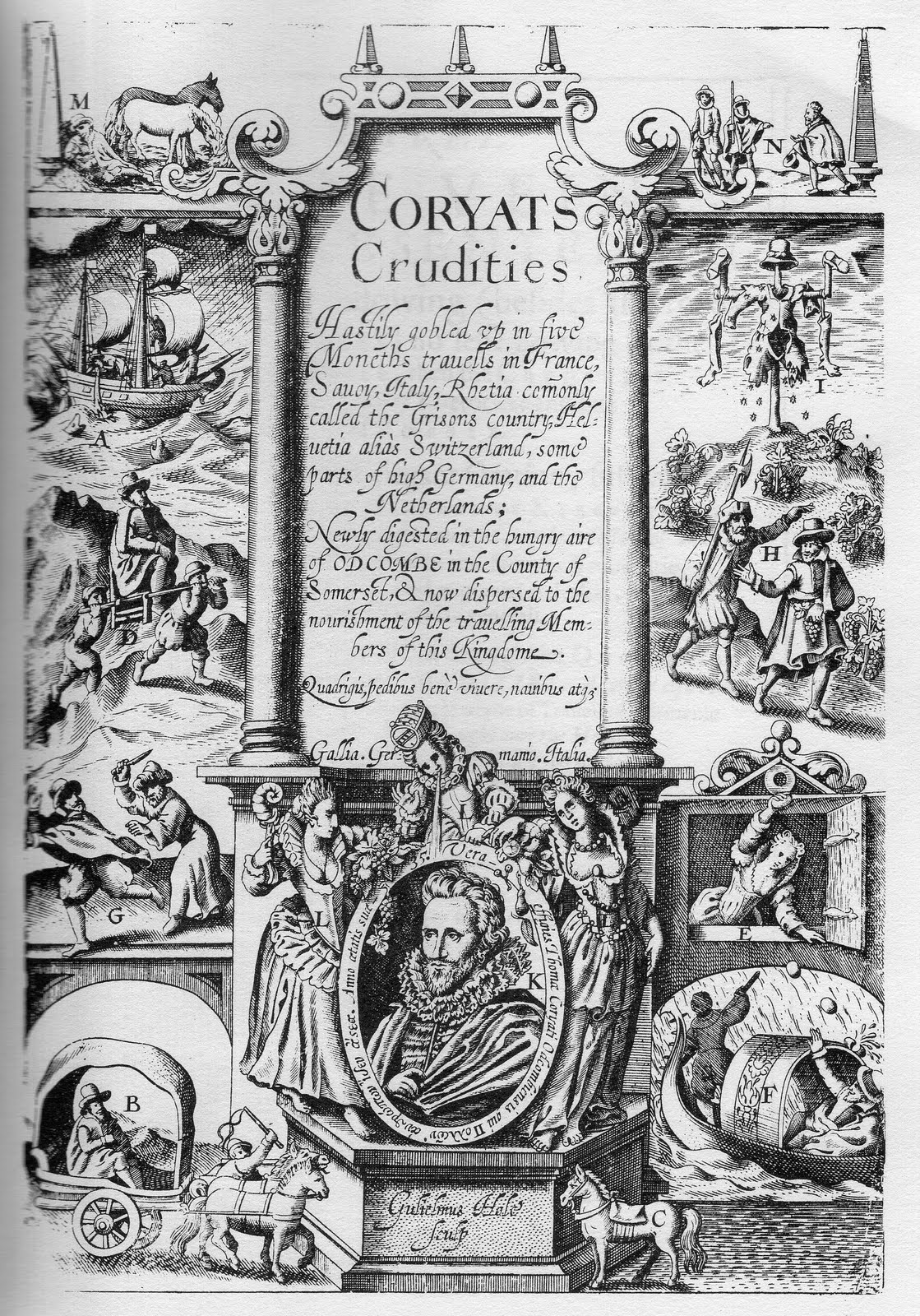
Titelblatt von Coryats Crudities, London, 1611